# Шарлоттенбург (Берлін)

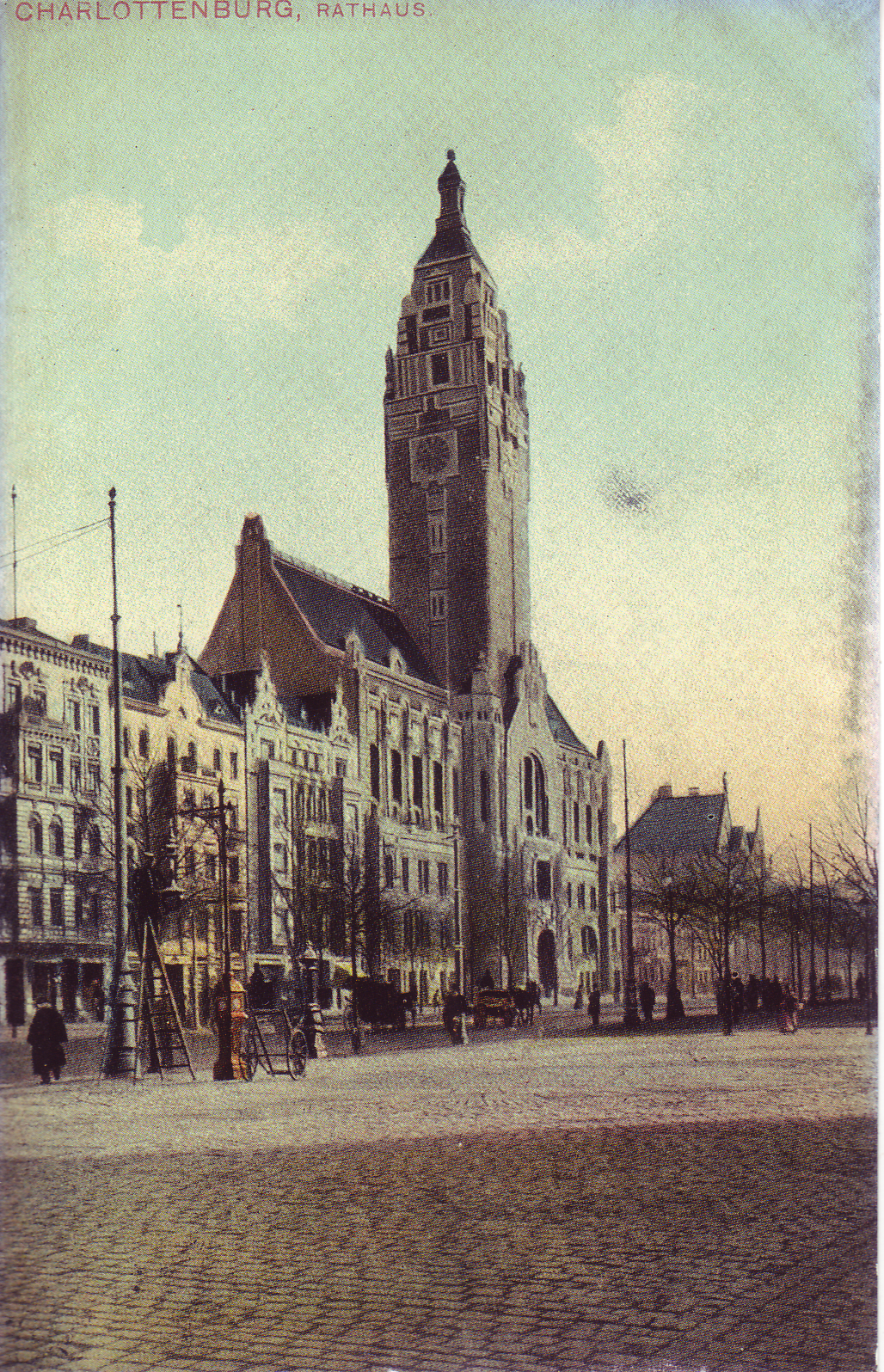
Ратуша Шарлоттенбурга на світлині 1900 року

герб Шарлоттенбурга

Шарлоттенбург — район у Берліні, що до 1920 року був самостійним містом.
Найдавніше поселення на місці Шарлоттенбурга мало назву Літцов і було розташоване біля сучасної ратуші Шарлоттенбурга. Перша згадка про Літцов у документах датована 1239 роком. Трохи згодом на протилежному березі Шпрее виникло селище Казов, а біля однойменного озера — село Глінике. З часом і Казов, і Глінике злилися з Літцовим.
У 1695 році бранденбурзький курфюрст Фрідріх I віддав Літцов своїй дружині Софії-Шарлотті — в обмін на її власні потсдамські землі. На захід від Літцова у 1695-1699 роках Шарлотта збудувала свою літню резиденцію — палац Літценбург. На південь від замку (вздовж теперішньої вулиці Шлосштрасе) з'явилося невеличке селище для слуг. Після передчасної смерті королеви у 1705 році палац був перейменований на замок Шарлоттенбург, відповідно змінилася й назва селища.
У тому ж 1705 році Фрідріх I (вже як прусський король) надав Шарлоттенбургу права міста. У 1720 році до нового міста був офіційно приєднаний Літцов.
Шарлоттенбург став улюбленим місцем відпочинку королів Фрідріха-Вильгельма II і Фрідріха-Вільгельма II, а під час французької окупації був резиденцією Наполеона I.
Близькість до Берліна сприяла зростанню популярності Шарлоттенбурга серед пересічних мешканців прусської столиці. З 1865 року місто було з'єднано з Берліном лінією конки.
У 1920 році Шарлоттенбург разом з сусідніми маєтками Пльотцензее, Геерштрассе та Юнгфергайде включили до складу Великого Берліна.